# 铅山河
铅山河，是中国长江流域的一条河流，发源于武夷山桐木关下,，属于信江水系。河长86千米，流域面积1251平方千米，多年平均流量48立方米每秒。自然落差1711米。水能理论蕴藏量6万千瓦。